# Thagria unidigitata
Thagria unidigitata är en insektsart som beskrevs av Nielson 1977. Thagria unidigitata ingår i släktet Thagria och familjen dvärgstritar. Inga underarter finns listade i Catalogue of Life.